# توني هوتون
توني هوتون (بالإنجليزية: Tony Hutton)‏ هو ضابط بريطاني، ولد في 1 سبتمبر 1932 في Chislehurst ‏ في المملكة المتحدة، وتوفي في 5 أبريل 2015.